# Tristramella simonis
Tristramella simonis es una especie de peces de la familia Cichlidae en el orden de los Perciformes.

## Subespecies
- Tristramella simonis simonis (Günther, 1864].[2][3]

## Hábitat
Es una especie de clima tropical